# 新波尔塔夫卡 (尼古拉耶夫州)
47°32′54″N 32°30′4″E / 47.54833°N 32.50111°E
新波爾塔夫卡（烏克蘭語：Новополтавка），是烏克蘭南部的村莊，隸屬尼古拉耶夫州的巴什坦卡區。該村始建於1840年，面積1.68平方公里，海拔高度82米，2001年人口1,115，人口密度每平方公里663.7人。